# Doberdò del Lago
Doberdò del Lago (Sloveens: Doberdob) is een gemeente in de Italiaanse provincie Gorizia (regio Friuli-Venezia Giulia) en telt 1459 inwoners (31-12-2004). De oppervlakte bedraagt 26,9 km², de bevolkingsdichtheid is 54 inwoners per km².
Doberdob werd voor het eerst vermeld in 1179 als "Dobradan". De volgende frazioni maken deel uit van de gemeente: Devetachi (Devetaki), Jamiano (Jamlje), Marcottini (Poljane), Visintini (Vižintini), Palichisce (Palkišče), Micoli (Mikoli), Bonetti (Boneti), Berne (Brni), Ferletti (Ferletiči), Sablici (Sabliči), Issari (Hišarji), Lago di Pietrarossa en Lago di Doberdò (Doberdob).

## Demografie
Doberdò del Lago telt ongeveer 562 huishoudens. Het aantal inwoners daalde in de periode 1991-2001 met 0,8% volgens cijfers uit de tienjaarlijkse volkstellingen van ISTAT. De bevolking bestaat voor het grootste deel uit Slovenen.
| Jaar | Inwoneraantal |
| ---- | ------------- |
| 1991 | 1422          |
| 2001 | 1410          |

## Geografie
De gemeente ligt op ongeveer 92 m boven zeeniveau.
Doberdò del Lago grenst aan de volgende gemeenten: Komen (Slovenië), Duino-Aurisina (Devin-Nabrežina) (TS), Fogliano Redipuglia (Foljan-Sredipolje), Miren-Kostanjevica (Slovenië), Monfalcone (Tržič), Ronchi dei Legionari (Ronke), Sagrado (Zagraj) en Savogna d'Isonzo (Sovodnja ob Soči).

## Galerij

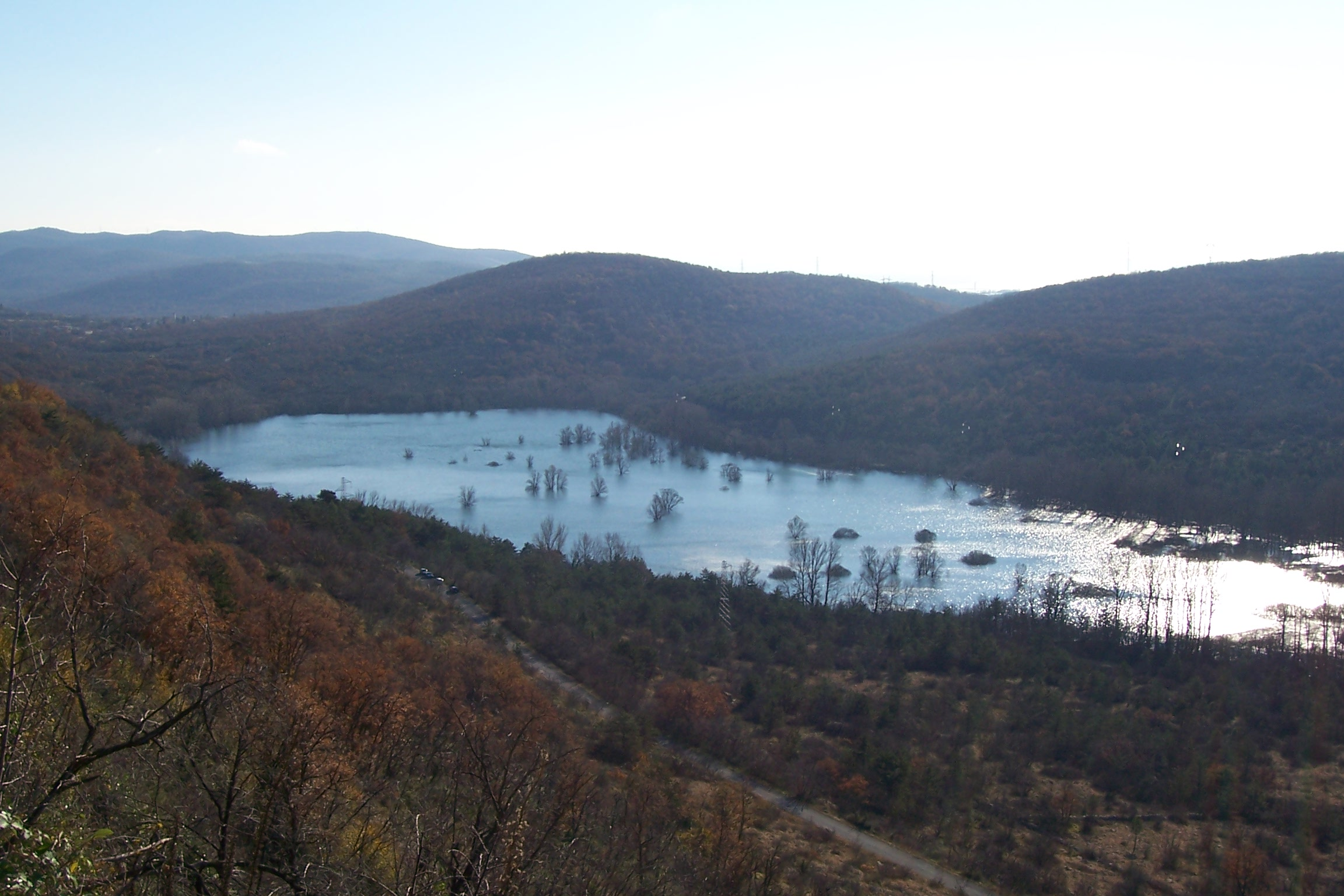
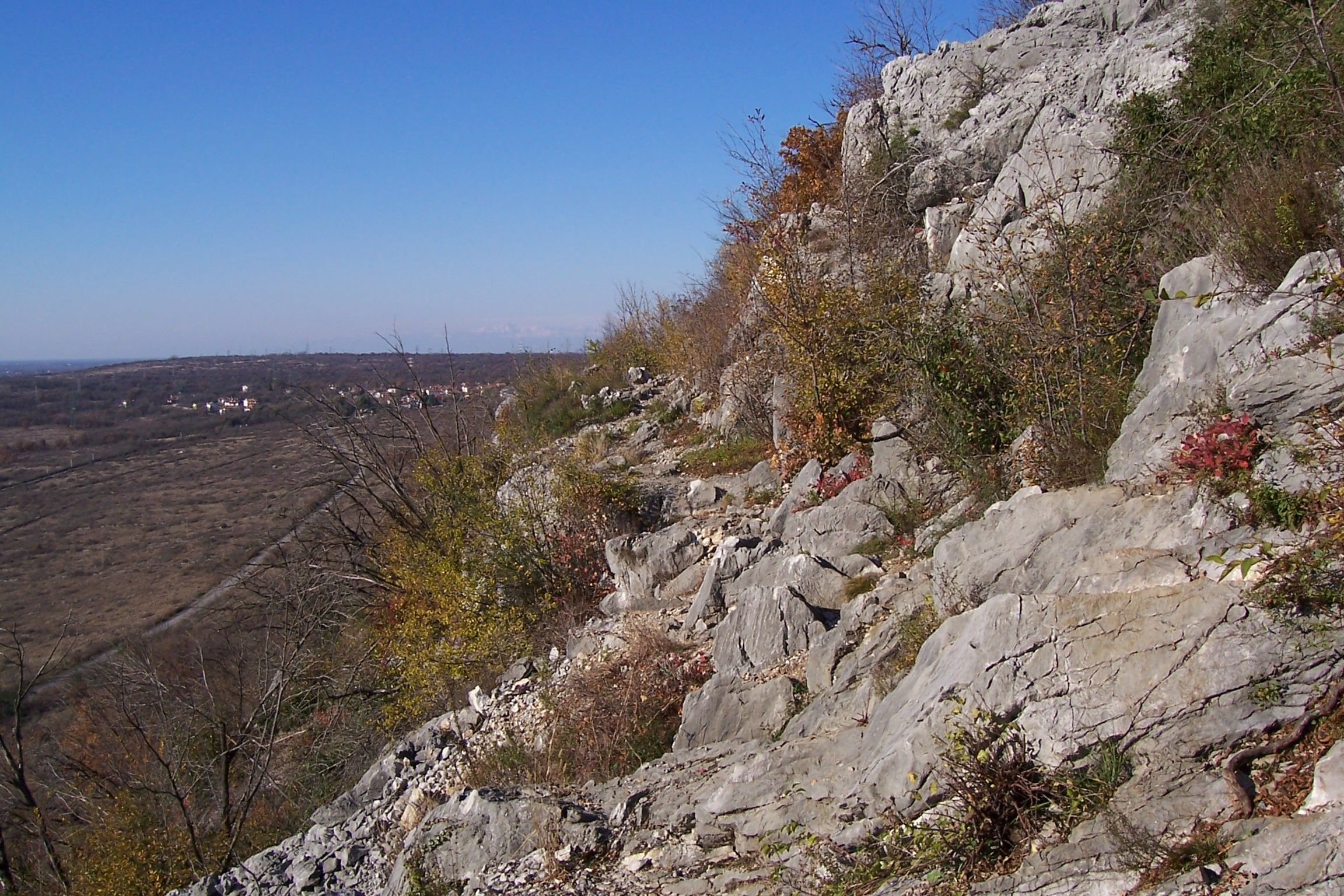
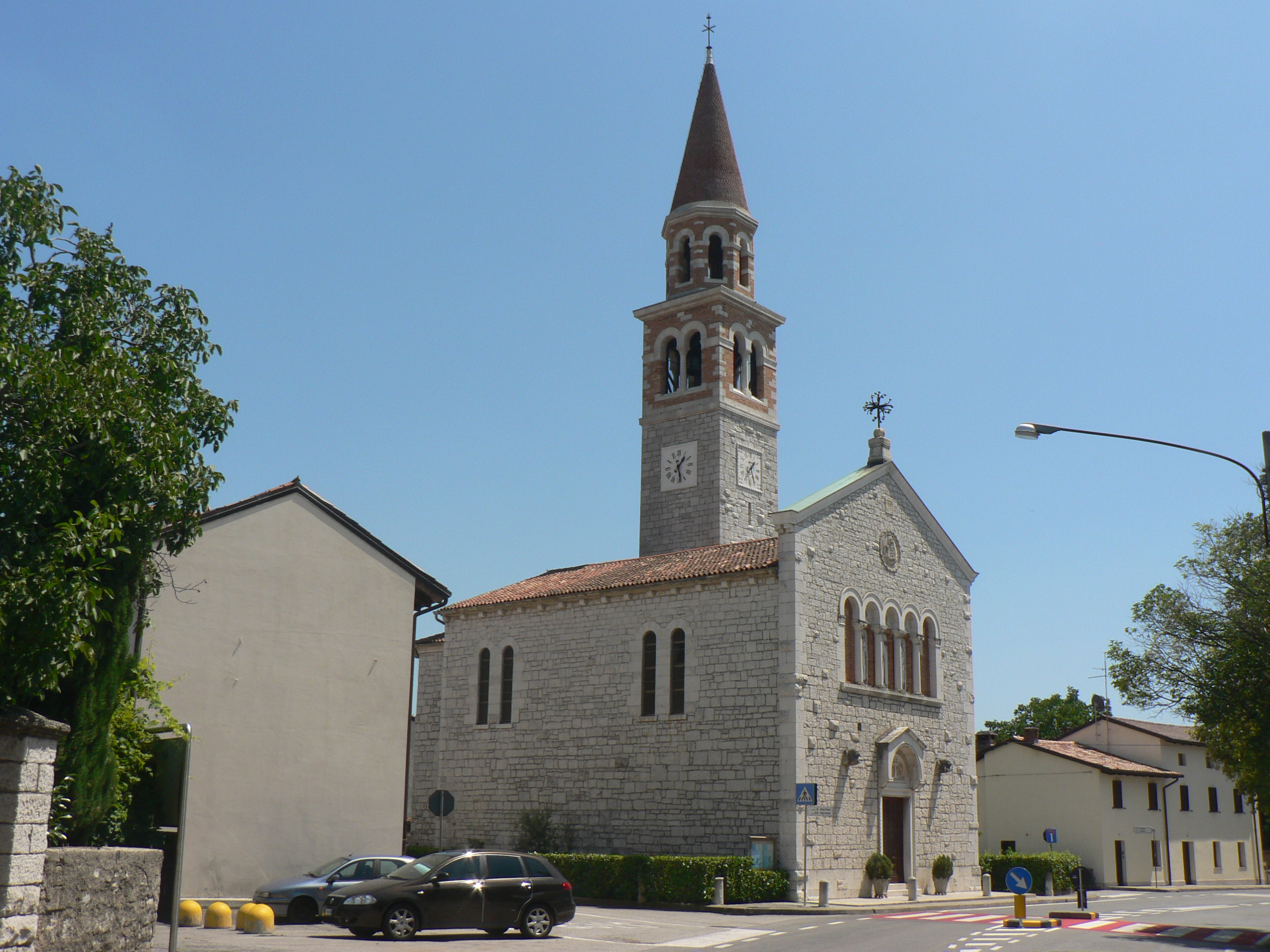

Capriva del Friuli · Cormons · Doberdò del Lago · Dolegna del Collio · Farra d'Isonzo · Fogliano Redipuglia · Gorizia · Gradisca d'Isonzo · Grado · Mariano del Friuli · Medea · Monfalcone · Moraro · Mossa · Romans d'Isonzo · Ronchi dei Legionari · Sagrado · San Canzian d'Isonzo · San Floriano del Collio · San Lorenzo Isontino · San Pier d'Isonzo · Savogna d'Isonzo · Staranzano · Turriaco · Villesse
1. ↑  https://demo.istat.it/?l=it.